# Индийски мишелов
Индийски мишелов (Butastur teesa) е вид птица от семейство Ястребови (Accipitridae).

## Разпространение
Видът е разпространен в Бангладеш, Индия, Иран, Китай, Мианмар, Непал и Пакистан.